# Certina
Certina – szwajcarski producent zegarków należący do Swatch Group. Firma założona przez braci Adolfa i Alfreda Kurth w małej szwajcarskiej miejscowości Grenchen w 1888 roku. Nazwa Certina została nadana na 50–lecie istnienia firmy.

## Historia marki Certina

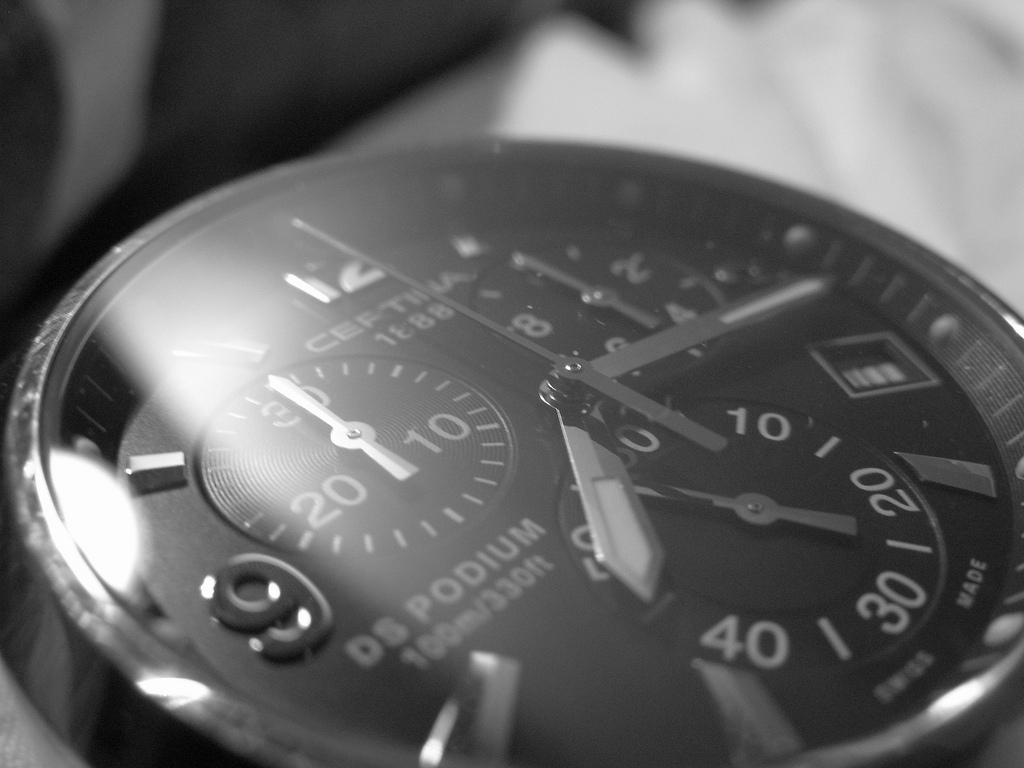
Zegarek Certina DS Podium

W 1888 roku bracia Adolf i Alfred Kurth otworzyli w szwajcarskim mieście Grenchen niewielki rodzinny warsztat zegarmistrzowski. W początkowych latach działalności firma Kurth Frères SA specjalizowała w produkcji mechanizmów zegarmistrzowskich i materiałów eksploatacyjnych. Dopiero w 1906 roku firma zaprezentowała pierwszy model zegarka kieszonkowego, który sprzedawany był pod marką "Grana". Nazwa nawiązywała do miejscowości, w której produkowano zegarki (łac. ‘granatus’ = Grenchen).
Projekt zegarka doceniony został na forum międzynarodowym. W 1910 roku firma otrzymała złoty medal na targach w Mediolanie, a także wyróżnienia na targach w Brukseli (1910) i Bernie (1914). Do 1938 roku pod marką Grana produkowane były głównie zegarki kieszonkowe męskie i damskie zegarki naręczne.
Nazwa marki Certina (skrót od „certus” – bezpieczny pewny), po raz pierwszy pojawiła się w 1906 roku. Oficjalna rejestracja znaku towarowego Certina dokonana została w lutym 1926 roku w Szwajcarskim Federalnym Instytucie Własności Intelektualnej (Eidgenössischen Amt für geistiges Eigentum). Z biegiem lat coraz więcej zegarków było produkowanych pod marką Certina.
W 1938 roku fabryka zegarków Grana zatrudniała już 250 pracowników, a sama firma świętowała 50-lecie istnienia. W tym czasie podjęta została również decyzja po zmianie nazwy firmy. Wybór padł na nazwę Certina". Łatwa do wymówienia w większości języków nazwa umożliwiła rozwój firmy na rynku międzynarodowym.
Marka została oficjalnie zarejestrowana w 1939 roku, a w 1949 Certina stała się jedyną marką zegarków produkowanych przez rodzinę Kurth.
Firma rozszerzała swój rynek zbytu. W 1948 roku, gdy zatrudniała już 350 pracowników, otworzyła również pierwszy zagraniczny oddział w Niemczech.
Firma jednocześnie cały czas rozwijała technologię produkcji. W 1947 zaprezentowała pierwszy mechanizm własnej konstrukcji z automatycznym naciągiem sprężyny – kaliber KF 360 typu „bumper”, czyli odbojnikowy. Niespełna trzy lata później 3 lata później dział techniczny skonstruował kolejny kaliber z automatycznym naciągiem. Kaliber 25–45 wyposażony był już w rotor obracający się wokół własnej osi.
W 1955 firma zmieniła nazwę z Kurth Frères SA, Fabrique de montres Certina na Certina Kurth Frères SA.
W 1959 roku pojawił się na rynku pierwszy zegarek z linii DS Security z systemem podwójnego zabezpieczenia. Zegarki z tej linii cechujące się wodoszczelnością 20 atm i wysoką wytrzymałością szybko zdobyły popularność. W ciągu następnych 9 lat sprzedano ponad 300 000 modeli zegarków z systemem DS. W 1979 roku sprzedaż Certiny DS, 20 lat po jej premierze, przekroczyła milion sztuk.
Konstrukcji zegarków z systemem DS ugruntowała pozycję marki na rynku zegarmistrzowskim i wzmocniła rozpoznawalność firmy.
W 1963 roku Certina zatrudniała już ponad 800 pracowników, a produkcja zegarków przekraczała 500 000 sztuk rocznie.
W 1971 roku marka stała się częścią ASUAG Holding GWC (General Watch Corporation).
W tym samym roku Certina wprowadziła na rynek Biostar pierwszy na świecie zegarek wskazujący ludzkie rytmy biologiczne. W 1972 firma została wyróżniona prestiżową nagrodą „Diamonds International Award” i „Złotą Różę” jako innowacyjny producent.

## Certina w Swatch Group
Problemy finansowe związane z pojawieniem się tańszych zegarków kwarcowych zmusiły markę do dołączenia w 1983 roku do grupy SMH powstałej w wyniku fuzji ASUAG i SSIH. W 1998 roku SMH zmieniła nazwę na Swatch Group.
W korporacji Swatch Group Certina plasowana jest w kategorii marek zegarków sportowych.
Certina mocno związana jest ze światem sportu jako sponsor oraz oficjalny chronometrażysta wielu imprez.
W latach 2005–2015 Certina była sponsorem szwajcarskiego zespołu Formuły 1 BMW Sauber. Oficjalną twarzą reklamową producenta był kierowca wyścigowy Robert Kubica.
W 2011 firma podjęła współpracę z najbardziej utytułowanym biathlonistą w historii – Ole Einarem Björndalenem.
W 2013 marka była oficjalnym partnerem i chronometrażystą Rajdowych Mistrzostw Świata WRC organizowanych przez Międzynarodową Federację Samochodową (FIA).

## Logo Certina
Od lat 60. XX wieku charakterystycznym symbolem marki była zielona skorupa żółwia. Ma ona symbolizować wytrzymałość, długowieczność i trwałość, które są elementami wyróżniającymi wszystkich zegarków Certina.
Obecnie symbol żółwia jest również wyrazem dbałości firmy o środowisko naturalne. Marka jest mocno zaangażowana w ratowanie żółwi morskich. Wspiera fundacją Sea Turtle Conservancy i realizuje program z Tour de Turtles która walczy o przetrwanie żółwi morskich i o zachowanie ich siedlisk.

## Certina Double Security
W tym rozwiązaniu opracowanym przez Hansa & Erwina Kurtz mechanizm zegarka odgrodzony jest od koperty za pomocą pierścienia uszczelniającego, który ma za zadanie pochłaniać uderzenia. Zespół koronki i wałka naciągowego zabezpieczony jest za pomocą uszczelki, która utrudnia przenikanie wilgoci. W ten sposób siła uderzenia nie jest bezpośrednio przenoszona na mechanizm, ale pochłaniana i niwelowana przez pierścienie zabezpieczające.

### Elementy systemu DS
- Odporne na zarysowanie i wzmocnione szafirowe szkło
- Uszczelka typu o-ring zamocowana na trzpieniu.
- Dwie uszczelki o-ring ochraniające koronkę naciągową
- Uszczelka umiejscowiona z tyłu koperty.
- Wzmocniony dekiel.